# Paralelo 66 sur
El Sexagésimo sexto paralelo al sur es un círculo de latitud que está a 66 grados al sur del plano ecuatorial de la Tierra, cerca de 61 kilómetros al norte del Círculo polar antártico. Cruza el Océano Atlántico y la Antártida.
A esta latitud el día dura 2 horas con 46 minutos en el solsticio de junio y 24 horas en el solsticio de diciembre.
Comenzando en el meridiano de Greenwich y yendo rumbo al este, el paralelo 66 sur pasa a través de:
| Co-ordinadas                       | País, territorio o mar | Notas                                                       |
| ---------------------------------- | ---------------------- | ----------------------------------------------------------- |
| 66°0′S 0°0′E / -66.000, 0.000      | Océano Antártico       | Sur del Océano Atlántico Sur del Océano Índico              |
| 66°0′S 51°57′E / -66.000, 51.950   | Antártida              | Territorio alegado por Australia                            |
| 66°0′S 55°43′E / -66.000, 55.717   | Océano Antártico       | Sur del Océano Índico                                       |
| 66°0′S 81°36′E / -66.000, 81.600   | Antártida              | Territorio alegado por Australia                            |
| 66°0′S 82°32′E / -66.000, 82.533   | Océano Antártico       | Sur del Océano Índico                                       |
| 66°0′S 87°45′E / -66.000, 87.750   | Antártida              | Territorio alegado por Australia                            |
| 66°0′S 88°1′E / -66.000, 88.017    | Océano Antártico       | Sur del Océano Índico, pasando al sur de Isla Drygalski     |
| 66°0′S 95°30′E / -66.000, 95.500   | Antártida              | Territorio alegado por Australia                            |
| 66°0′S 104°8′E / -66.000, 104.133  | Océano Antártico       | Sur del Océano Índico                                       |
| 66°0′S 111°8′E / -66.000, 111.133  | Antártida              | Territorio alegado por Australia                            |
| 66°0′S 113°52′E / -66.000, 113.867 | Océano Antártico       | Sur del Océano Índico                                       |
| 66°0′S 121°18′E / -66.000, 121.300 | Antártida              | Territorio alegado por Australia                            |
| 66°0′S 121°44′E / -66.000, 121.733 | Océano Antártico       | Sur del Océano Índico                                       |
| 66°0′S 129°29′E / -66.000, 129.483 | Antártida              | Territorio alegado por Australia                            |
| 66°0′S 130°5′E / -66.000, 130.083  | Océano Antártico       | Sur del Océano Índico                                       |
| 66°0′S 134°32′E / -66.000, 134.533 | Antártida              | Territorio alegado por Australia                            |
| 66°0′S 135°21′E / -66.000, 135.350 | Océano Antártico       | Sur del Océano Índico Sur del Océano Pacífico               |
| 66°0′S 65°21′O / -66.000, -65.350  | Antártida              | Península Antártica, alegado Argentina, Chile y Reino Unido |
| 66°0′S 60°18′O / -66.000, -60.300  | Océano Antártico       | Sur del Océano Atlántico                                    |